# Sant Gervasi-Galvany
Sant Gervasi-Galvany es un barrio del distrito de Sarriá-San Gervasio de la ciudad de Barcelona. El nombre del barrio hace referencia a San Gervasio, puesto que era la parte baja de este municipio al que perteneció hasta la anexión de este a Barcelona, y al Camp d'en Galvany, la urbanización de la cual empezó en 1866 su propietario, Josep Castelló y Galvany, que con su otro apellido dio nombre también a la plaza de Castelló. El nombre de Galvany se popularizó cuando los adoptó el mercado de Galvany, situado al centro del barrio entre las calles Santaló, Calaf, Amigó y Madrazo.

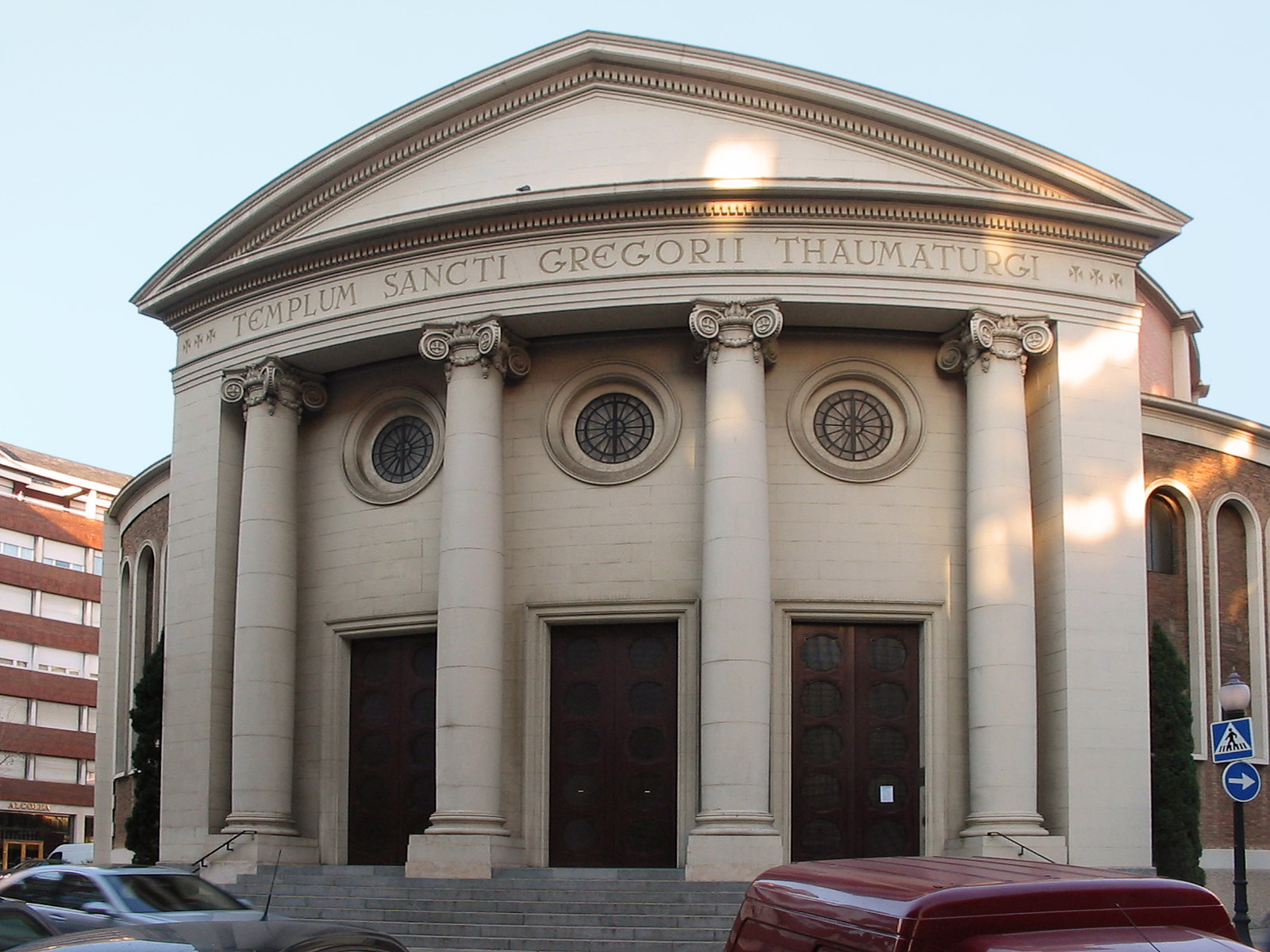
Fachada de la iglesia de San Gregorio Taumaturgo, situada en este barrio.

Ocupa la superficie delimitada por las calles Doctor Fleming, Vía Augusta, Balmes y Diagonal hasta la confluencia con Avenida de Sarriá. Esta zona, en la división en barrios aprobada por el ayuntamiento de San Gervasio de Cassolas en 1879, corresponde aproximadamente con el barrio de Lledó, que toma el nombre del antiguo Mas Lledó.
La población del barrio es mayoritariamente de extracción social burguesa y de clase alta y el núcleo más antiguo se encuentra alrededor de las calles Sagués y Amigó. A partir de la década de los cincuenta del siglo pasado se levantaron numerosos edificaciones, de las cuales las más lujosas se encuentran entre las calles Alfonso XII y Muntaner. Hoy es un barrio con una gran vida nocturna por la gran cantidad de bares, restaurantes y locales nocturnos que hay especialmente alrededor de la calle Tuset y alrededores.